# Малеве
Мале́ве — село в Україні у Боремельській сільській громаді Дубенського району Рівненської області. Населення становить 689 осіб.

## Географія
Селом тече струмок Ставок.

### Розташування
Село розташоване на березі р. Стир, за 5 км від автодороги Т 0303.

## Історія

### Археологічні знахідки
Перші жителі на території Малівщини з'явилися в далекому минулому. Були знайдені пам'ятки неолітичного періоду, хоча вони вивченні недостатньо. За способом прикрашення кераміки — це племена лінійно-стрічкової кераміки. Вони вирощували злаки, ячмінь, просо, жито, овес, вику. Люди оселялись на березі річки бо поряд з землеробством важливу роль в їх житті продовжували відігравати мисливство, рибальство, і збиральство.
Татари налетіли на село неждано-негадано. Не було навіть коли за зброю вхопитися. Тому, по суті, перевага була на одному боці. Татари вчинили жорстоко — майже все село потерпіло від їх нападу. Багатьох повбивали, багатьох в полон забрали. Залишилось жителів дуже і дуже мало. Звідси і пішла назва поселення — Малеве.

### Княжий період
Перша історична згадка про село Малеве з 1433 року, коли князь Лев Свидригайло надає це село своєму слузі Іванові Мукосієвичеві, за вірну службу. В 1545 році згадується як маєток луцького ключника Петра Загоровського, до якого в Луцькому замку належала одна городня. В 1557 році Михайло Загоровський платив від села Малеве за 11 дим., цього ж села платив за 6 дим., 6 город., 6 комірн., 2 вольних коліс.

### Польсько-литовський період
У 1686 року село Малеве залишилось під гнітом Польщі. Розмір панщини наприкінці XVII ст. становив в середньому 5-6 днів на тиждень. Крім панщини селяни мали виходити на зажинки, обжинки, платити грошовий чинш.
Протягом XVIII ст. на Правобережжі часто вибухали селянські повстання в яких брало участь і населення Малева. У 1702 році місцеві жителі підтримали повстанців але повстання було придушене.

### Російський період
З 1795 року Малево ввійшло до складу Російської імперії. Наприкінці XIX ст. у селі було 72 доми, 475 жителів, дерев'яна церква з 1717 року.
Революційні події 1905-07 р. р знайшли відгук і в нашому краї. Так малівчанин Шаховський Філіп у 1905 році став депутатом Державної Думи. Нова хвиля селянських виступів прокотилася і в 1908 році. У 1912 році відбулися заворушення селян невдоволених столипінською аграрною реформою. До реформи Малево та навколишні села були компактними, постійними, переміщення населення не відбувалось. Лише з 1912 року починається переселення людей на хутори. В селі Малево утворились хутори: «Подоли», «Низ», «Озеро», «П'ятихатки», «Верхній», «Середній хутір».
У 1906 році село Боремельської волості Дубенського повіту Волинської губернії. Відстань від повітового міста 47 верст, від волості 8. Дворів 82, мешканців 532.
Перша світова війна не обійшла і Малево. Постійні переміщення війська, мобілізації чоловіків — все це викликало невдоволення серед місцевого населення. Селян обурювали примусові повинності та дорожнеча. В 1915 році біля с. Малеве було побудовано вузькоколійку для перевезення гармат. У 1917 році внаслідок революції у прифронтовій зоні активізували свою діяльність більшовики.
7 (20) листопада 1917 року, відповідно до Третього Універсалу Української Центральної Ради, увійшло до складу Української Народної Республіки.
В січні 1918 року в селі Малево на короткий час було проголошено Радянську владу. Але несподівано наш край окупували австро-німецькі війська.
Поразка Німеччини і Австро-Угорщини у Першій світовій війні привела до падіння гетьманату Скоропадського. Боротьбу за територію краю продовжували Директорія, більшовики і поляки.

### Польський період

Малеве на топографічній карті 1937 р.

За Ризьким миром 1921 року Малеве відійшло до Польської держави, де знаходилось до 1939 року.
Основним заняттям населення було сільське господарство, крім того в селі були ковалі, столярі, шевці і кравці. Торгівлею займалися євреї, було дві корчми. За роки панування Польщі на західноукраїнських землях жителі села вели боротьбу проти національного гніту. В 1928 році в селі Малеве поліція заарештувала 8 селян.

### Колективізація
Перші органи радянської влади в селі Малево були створені в 1939 році, з часу приєднання Західної України до УРСР. Першим головою сільської ради був Харчук Яків Хомович.
Колгосп було організована весною 1941 року під назвою «Червоний колос». Першим головою був Сінчук Стас Юстинович. Членами колгоспу стало 50 % населення.

### Друга світова війна
24 червня 1941 року територія нашого краю була повністю окупована нацистськими загарбниками. Територію Малівської сільської ради було звільнено 18 березня 1944 року радянськими військами 1279 стрілецького полку 389 стрілецької дивізії. На фронтах Другої світової війни проти нацистів воювало 28 жителів с. Малеве. В 1969 році воїнам-односельчанам, які загинули в роки війни, було споруджено обеліск в селі Малеве.

### Незалежна Україна
12 червня 2020 року, відповідно до розпорядження Кабінету Міністрів України № 722-р від «Про визначення адміністративних центрів та затвердження територій територіальних громад Рівненської області», увійшло до складу Боремельської сільської громади Демидівського району.
19 липня 2020 року, в результаті адміністративно-територіальної реформи та ліквідації Демидівського району, село увійшло до складу Дубенського району.

## Населення
За переписом населення України 2001 року в селі мешкали 794 особи.

### Мова
Розподіл населення за рідною мовою за даними перепису 2001 року:
| Мова       | Відсоток |
| ---------- | -------- |
| українська | 99,50 %  |
| російська  | 0,50 %   |

## Освіта
Діє дошкільний навчальний заклад «Малятко».

## Релігія
У селі є дві релігійні громади — Української Православної церкви Київського патріархату, яка проводить богослужіння у Свято-Воздвиженській церкві та Церква Євангельських християн-баптистів.

### Свято-Воздвиженська церква

Церква у селі

Перший храм був споруджений у 1917 році, прихожанами та священиком Доміаном Євгасевичем. На місці вівтаря нині стоїть камінний хрест. У 1961 році закрили церкву. Розібрали, зняли дзвони, ікони. У церкві був колгоспний склад. 8 листопада 1989 року храм був повністю відновлений та освячений.
В північно-східній частині подвір'я церкви встановлено розп'яття Ісуса Христа, вирізьблене із дерева, яке виготовлене у 2013 році. Це благодійна робота Нечая Василя Кириловича, жителя с. Малеве.

### Церква Євангельських християн-баптистів (с. Малеве)
Малеве відоме великою релігійною громадою євангельських християн-баптистів, які мають власний дім молитви. Розміщений він за адресою вул. Молодіжна, 1. Незмінним керівником церкви протягом багатьох років служить Хорошенко В'ячеслав Леонідович.

## Культура
Історичні та історико-архітектурні пам'ятки с. Малеве: пам'ятка історії — «Могила двох невідомих солдат», пам'ятка історії місцевого значення — «Меморіальна дошка В. Л. Поліщуку» с. Малеве, «Братська могила воїнам Радянської Армії та пам'ятний знак воїнам-односельчанам», Воздвиженська церква с. Малеве.

## Відомі люди
- Костюкевич Олексій Никифорович (нар. 1922 р.) — ветеран Великої Вітчизняної війни. Був призваний на фронт у 1944 році, служив у танкових військах, був поранений. Нагороджений медалями: орден Слави ІІІ ступеня, медаль «Захиснику Вітчизни», медаль «За відвагу» .[9]
- Мельник Андрій Парфенович (нар. 1923 р.) — ветеран Великої Вітчизняної війни. Був призваний на фронт у 1943 році, служив у піхоті Третього Білоруського фронту, був важко поранений. Нагороджений орденами: Орден Вітчизняної війни, орден «За Мужність» ІІІ ступеня.[10]
- Шевчук Софія Володимирівна — депутат Верховної Ради УРСР 9-10-го скликання.

## Галерея

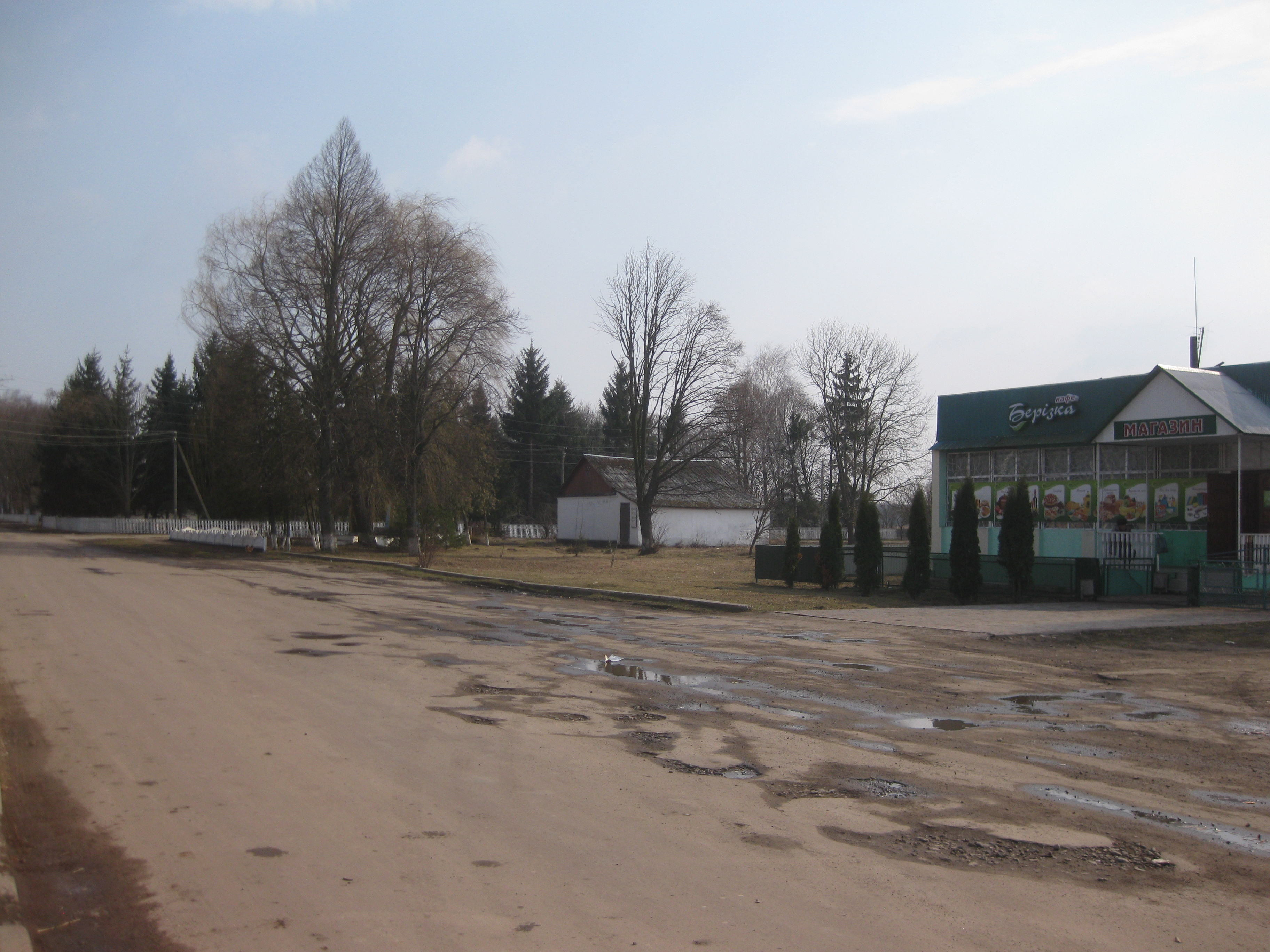
Вулиця Набережна, поблизу сільської ради
Братська могила воїнам Радянської Армії та пам’ятний знак воїнам-односельчанам
Будівля школи
Клуб
Сільська рада
Дитячий садок